# Pierre Dufour d'Astafort
Pierre Georges Marie Charles Dufour d'Astafort, (Le Mans, Sarthe, 6 de febrer de 1886 - París, 11 de novembre de 1957) va ser un genet francès que va competir a començaments del segle xx.
El 1912 va prendre part en els Jocs Olímpics d'Estocolm, on va disputar les cinc proves del programa d'hípica que es van disputar. Va guanyar la medalla de plata en la prova de salts d'obstacles per equips amb el cavall Amazone, mentre en la prova individual fou tretzè. En el concurs complet per equips fou quart, abandonà en el concurs complet individual i fou dinovè en doma clàssica.